# Torneio de Montreux de 1973
O Torneio de Montreux de 1973 foi a 44.ª edição do Torneio de Montreux.

## Resultados
|   | Equipa      | Pts | J | V | E | D | GM | GS | DG  |
| - | ----------- | --- | - | - | - | - | -- | -- | --- |
| 1 | Portugal    | 18  | 6 | 6 | 0 | 0 | 50 | 6  | 44  |
| 2 | Espanha     | 16  | 6 | 5 | 0 | 1 | 27 | 12 | 15  |
| 3 | Holanda     | 14  | 6 | 4 | 0 | 2 | 36 | 26 | 10  |
| 4 | Alemanha    | 12  | 6 | 3 | 0 | 3 | 33 | 32 | 1   |
| 5 | Itália      | 10  | 6 | 2 | 0 | 4 | 26 | 31 | -5  |
| 6 | Montreux HC | 8   | 6 | 1 | 0 | 5 | 27 | 59 | -32 |
| 7 | Bélgica     | 6   | 6 | 0 | 0 | 6 | 26 | 59 | -33 |

|             | Suíça | Alemanha | Países Baixos | Portugal | Espanha | Itália | Bélgica |
| ----------- | ----- | -------- | ------------- | -------- | ------- | ------ | ------- |
| Montreux HC |       |          |               |          |         |        |         |
| Alemanha    | 11-2  |          |               |          |         |        |         |
| Holanda     | 7-6   | 9-3      |               |          |         |        |         |
| Portugal    | 15-2  | 7-1      | 3-1           |          |         |        |         |
| Espanha     | 5-0   | 6-3      | 6-3           | 0-2      |         |        |         |
| Itália      | 10-4  | 6-7      | 3-7           | 1-7      | 0-3     |        |         |
| Bélgica     | 11-13 | 2-8      | 5-9           | 1-16     | 4-7     | 3-6    |         |

## Classificação final
| Lugar | Seleção     |
| ----- | ----------- |
|       | Portugal    |
|       | Espanha     |
|       | Holanda     |
| 4     | Alemanha    |
| 5     | Itália      |
| 6     | Montreux HC |
| 7     | Bélgica     |

| Torneio Montreux 1973 |
| --------------------- |
| Portugal              |
| PORTUGAL 10.º         |